# Silvio Vogt
Silvio Vogt (* 9. Februar 1962) ist ein ehemaliger liechtensteinischer Fussballspieler.

## Karriere

### Verein
Vogt spielte in seiner gesamten Laufbahn für den FC Balzers, bis 1981 in den Jugendmannschaften des Vereins und danach bis zu seinem Karriereende 1995 in der ersten Mannschaft.

### Nationalmannschaft
Er absolvierte sein einziges Länderspiel für die liechtensteinische Fussballnationalmannschaft am 7. Juni 1984 beim 0:6 gegen Österreich im Rahmen eines Freundschaftsspiels.